# 具伯·爾利
具伯·安德森·爾利（Jubal Anderson Early，1816年11月3日—1894年3月2日），南北戰爭期間的邦聯將領，為李將軍的重要手下之一。

## 生平

### 戰前
1816年11月3日爾利生於維吉尼亞州的富蘭克林縣。1838年於佛羅里達州與印地安人作戰；1846年至1848年則參與了美墨戰爭。

### 戰時

#### 內戰之始
早已投票決定讓維吉尼亞州脫離聯邦的爾利，是首批加入的自願兵之一。在第一次馬納沙斯之役後開始指揮軍旅，並參與了半島會戰中的威廉斯堡之役，其間肩膀負傷。
後，爾利又參與了細德山之役、 第二次馬納沙斯之役以及錢斯勒斯維爾戰役，終於因為立下戰功而成為軍師的指揮。

#### 內戰末年
由於在錢斯勒斯維爾戰役和蓋茨堡戰役中，爾利力保自己的部隊維持完整，李將軍派他到雪倫多亞河谷對抗南下的北軍，成功後他奉命發動對華盛頓特區的突襲，最後被菲利普·舍利丹發動的1864年河谷會戰（Valley Campaigns of 1864）擊敗。

### 戰後
爾利在戰後數年居於加拿大，至1869年始返回維吉尼亞州。死於1894年3月2日。